# Szakasits Árpád

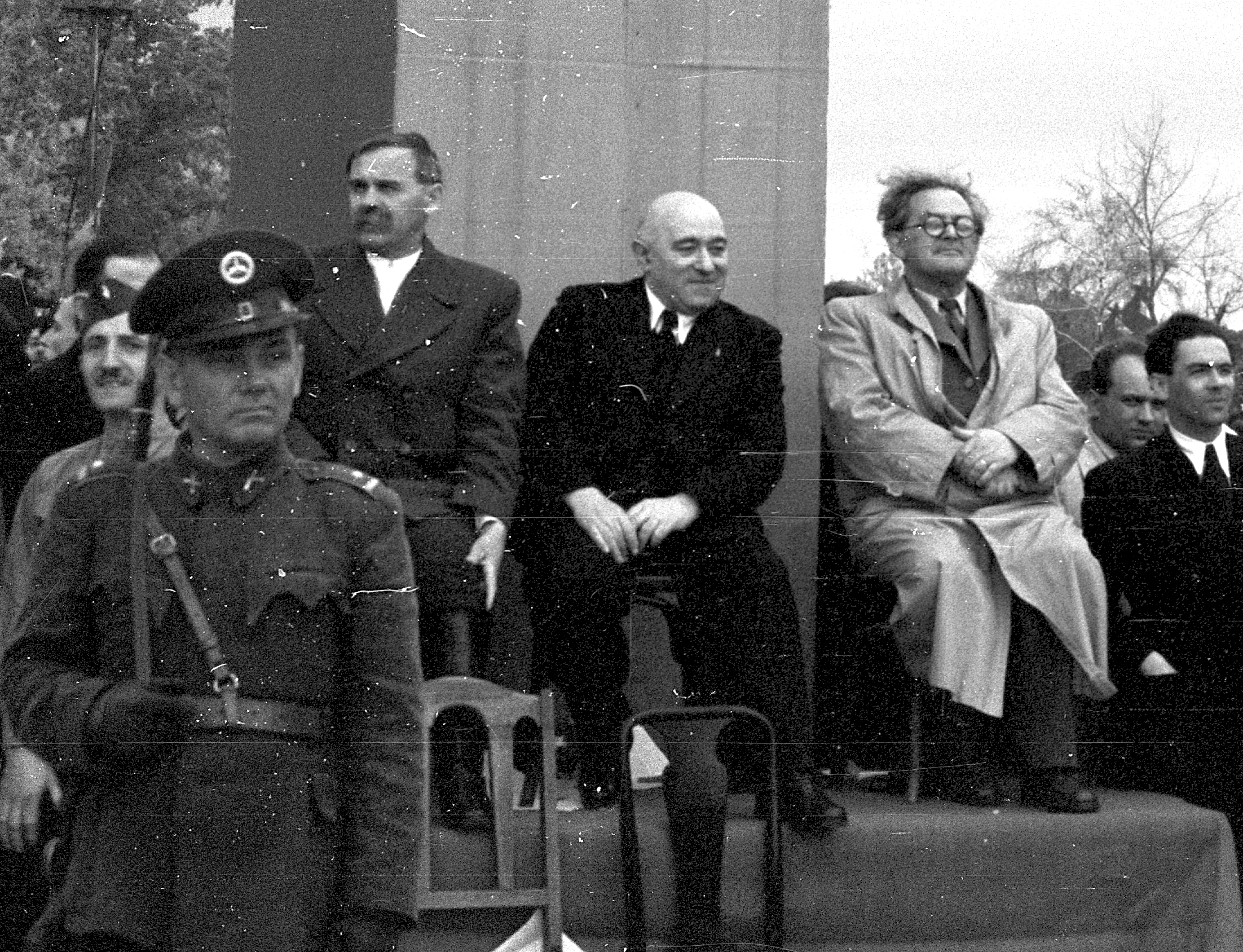
Veres Péter író, Rákosi Mátyás és Szakasits Árpád az 1947. május elsejei ünnepségen, Hősök tere, Budapest

Szakasits Árpád Ferenc (olykor Szakasics; Budapest, 1888. december 6. – Budapest, 1965. május 3.) magyar újságíró, politikus, eszperantista, Budapest törvényhatósági bizottsági elnöke (tulajdonképpen főpolgármester), az 1946. február 1-jén kikiáltott Magyar Köztársaság Tildy Zoltán utáni második köztársasági elnöke, majd a Magyar Népköztársaság Elnöki Tanácsának első elnöke. Szakasits Antal bátyja, Boros Izabella sógora, Schifferné Szakasits Klára apja, Schiffer András politikus dédapja.

## Életpályája
Édesapja, Szakasits Ferenc bőrdíszműves volt, aki munkája mellett az 1880-as évektől kezdve aktívan részt vett a munkásmozgalomban; édesanyja Goreg Mária. Apja 1898-ban bekövetkezett halála miatt Árpád csak hat elemit tudott elvégezni; családja nehéz anyagi helyzete miatt 13 évesen neki is munkába kellett állnia. A munka mellett előbb faszobrásznak, majd kőfaragónak tanult. Mindeközben Bokányi Dezső, a Magyarországi Szociáldemokrata Párt egyik vezéralakja vette gyámsága alá.
Tizenöt éves kora óta részt vett a munkásmozgalomban, 1908-tól a Népszava munkatársa. 1912. február 11-én Budapesten, a Józsefvárosban feleségül vette Schneider Terézia Mária római katolikus szabónőt, Schneider Ferenc és Daschl Anna lányát. Ekkoriban a Práter utca 36. szám alatt lakott. 1913. november 16-án Budapesten, az Erzsébetvárosban feleségül vette Grosz Emmát, Grosz Lajos és Weisz Fanni lányát.
Az első világháború idején a hátországban szolgált, a Magyarországi Tanácsköztársaság idején a Belügyi Népbiztosság osztályvezetője, míg Bokányi előbb a Magyar Nemzeti Tanács tagja, majd munkaügyi és népjóléti népbiztos és a Vörös Hadsereg III. hadtestének parancsnoka volt. A Tanácsköztársaság bukása után nevelőapját halálra, Árpádot pedig egy korábbi beszéde miatt börtönbüntetésre ítélték, amit le is töltött (Bokányi 1922-ben fogolycsere révén a Szovjetunióba távozhatott).
1927–28-ban a Szociáldemokrata Párt (SZDP) titkára, 1928-tól 1938-ig a Magyar Építőmunkások Országos Szövetségének (MÉMOSZ) elnöke, 1940. január 29-től 1944. március 19-éig a Népszava főszerkesztője volt. Szakasits, aki mindig is a kommunistákkal való jó viszony megőrzésére törekedett, 1944 októberében aláírta az SZDP részéről a két munkáspárt együttműködéséről és későbbi egyesüléséről szóló egyezményt.
1945. március 28-tól 1948-ig a budapesti ideiglenes törvényhatósági bizottság elnöke (tulajdonképp Budapest főpolgármestere) volt.
A Tildy-, a Nagy Ferenc- és a Dinnyés-kormányokban államminiszteri pozíciót töltött be 1945. november 15-étől egészen 1948. augusztus 5-éig, mellette 1948. február 26-ától augusztus 5-éig ideiglenes iparügyi miniszter is volt. 1948 júniusában az MSZDP és az MKP összeolvadásából alakult Magyar Dolgozók Pártja első elnökévé választották. Ezzel egyidejűleg 1945 áprilisában beválasztották az Ideiglenes Nemzetgyűlésbe is. Eredményét az 1945-ös és az 1947-es választásokon is sikerült megismételnie, kormányzati pozíciója mellett köztársasági elnökké választásáig országgyűlési képviselő is volt. 1948-ban Kossuth-érdemrenddel (első osztály) tüntették ki.
Tildy Zoltán lemondatása után, 1948. augusztus 3-ai hatállyal Szakasitsot választották meg Magyarország következő köztársasági elnökévé. Az új alkotmánynak megfelelően – folytatólagosan – 1949. augusztus 23-ától a Magyar Népköztársaság Elnöki Tanácsának elnöke lett egészen 1950. május 9-éig.
1950-ben hivatalban lévő elnökként koholt vádak alapján letartóztatták. Háborús bűntett, kémkedés, a demokratikus államrend megdöntésére irányuló szervezkedés vezetésének vádjával életfogytiglani börtönre ítélték. 1956 márciusában szabadult. A desztalinizáció jegyében őt is rehabilitálták. Az októberi forradalmat követően részt vett a konszolidáció munkájában, majd 1958-tól ő a Magyar Újságírók Országos Szövetségének elnöke, illetve ismételten országgyűlési képviselő lett. 1960-ban az Országos Béketanács elnökévé választották, 1959 és 1963 között a Magyarok Világszövetségének is elnöke volt.
Haláláig tagja volt az MSZMP Központi Bizottságának.

### Kutatható iratanyaga
Miniszterelnök-helyettesi működési időszakából (az 1946–1948 közti évkörből) 0,12 iratfolyóméternyi (1 doboznyi), maradandó értékűnek minősített iratanyaga került az Országos Levéltár, mai nevén Magyar Nemzeti Levéltár Országos Levéltára őrizetébe, ahol az a XIX-A-1-h törzsszámon kutatható.

## Művei

### 1944-ig
- Szociáldemokraták a parlamentben. A Szociáldemokrata Párt választási küzdelmének dokumentumai a párt nemzetgyűlési képviselőinek életrajzával és arcképével. A parlamenti frakció elvi deklarációja; szerk. Szakasits Árpád; Népszava, Bp., 1922
- Út a fölszabadulás felé; Népszava, Bp., 1924 (Szocialista agitációs iratok)
- A munkásifjúság sorsa és élethivatása; Népszava-Könyvkereskedés, Bp., 1925 (Szocialista agitációs iratok)
- Harcos énekek. Szabadságdalok, versek, szavalatok gyűjteménye; szerk. Szakasíts Árpád; Népszava, Bp., 1926
- A munkásifjúság útja. Célok és föladatok a fölkészülődés esztendőiben; Népszava, Bp., 1928 (Szocialista agitációs iratok)
- Tudnivalók a legkisebb munkabérekről; Magyarországi Építőipari Munkások Országos Szövetsége, Bp., 1937 (Építőmunkás könyvtár)
- Új harc az általános, titkos választójogért; Esztergályos János, Bp., 1937 (Szociáldemokrata füzetek)
- Békéért és szabadságért – a diktatúrák ellen; Világosság Ny., Bp., 1937 (Szociáldemokrata füzetek)
- Horogkereszt, kereszténység és a szocializmus; Esztergályos János, Bp., 1937 (Szociáldemokrata füzetek)
- "Helyet az ifjúságnak" – helyet az emberiségnek!; Világosság Ny., Bp., 1938 (Szociáldemokrata füzetek)
- Május jubileuma. 1889-1939; szerk. Szakasits Árpád; Világosság Ny., Bp., 1939

### 1945-től
- Szakasits Antal–Sipeki Géza: Az üzemi bizottságok működési szabályzata; előszó Kossa István; Szakszervezeti Tanács, Bp., 1945
- Utolsó percig. Gyűjtemény Szakasits Árpád cikkeiből. 1939-1944; sajtó alá rend. Lányi Margit; Népszava, Bp., 1945
- Pályi Márton–Szakasits Antal: Iparegészségügy-munkásvédelem; bev. Bán Antal; Novák, Bp., 1945 (Munkásegészségügyi tanulmányok)
- Mit kell tudni a munkaviszony szabályozásáról; előszó Bán Antal; Népszava, Bp., 1946 (Munkajogi tanácsadó)
- A munkajog legfontosabb szabályai; Népszava, Bp., 1947 (Munkajogi tanácsadó)
- Az új kollektív szerződés és a munkaviszony újabb szabályai; Népszava, Bp., 1948 (Munkajogi tanácsadó)
- Szakszervezetek és a szociálpolitika; Szakszervezeti Tanács Iskoláját Végzettek Szövetsége, Bp., 1948 (Haladó szakszervezeti szeminárium)
- A magyar demokrácia szociálpolitikája; Népszava, Bp., 1948 (A szocialista tudás könyvtára)
- Az élmunkások első országos kongresszusa. 1948. aug. 1. A tanácskozás teljes jegyzőkönyve / Piros László beszéde / Gerő Ernő, Szakasits Árpád hozzászólása; Szakszervezeti Tanács, Bp., 1948
- Harcban a munkásárulókkal a munkásegységért. Beszámoló a Magyar Kommunista Párt és a Szociáldemokrata Párt egyesülési kongresszusán 1948 június 13-án; Szikra, Bp., 1948
- A Népszava szabadságharca. Szemelvények 75 év szocialista sajtójából; Szakasits Árpád irányításával összeáll. Pikay István, Vészi Endre; Népszava, Bp., 1947
- A munkássajtó kialakulása; Kossuth, Bp., 1959
- A munkássajtó kialakulása. 1959/60. tanév; Magyar Újságírók Országos Szövetsége Újságíró Iskola, Bp., 1966
- Szakasits Árpád válogatott beszédei és írásai; összeáll. Bakó Ágnes, Kende János, bev. Orbán László; Kossuth, Bp., 1966
- Szakasits Árpád emlékkönyv; összeáll., szerk. Botos János, Schiffer Péter, bev. Botos János; Kossuth, Bp., 1988

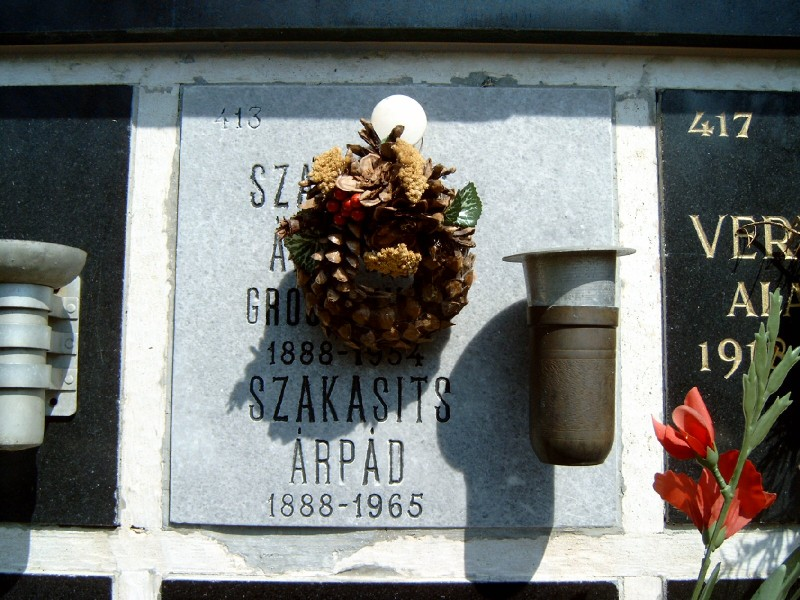
Szakasits Árpád sírja Budapesten. Farkasréti temető: 612/2-413.fülke.